# Haplocanthosaurus
Haplocanthosaurus is een geslacht van uitgestorven sauropode dinosauriërs dat tijdens het Laat-Jura, 155 tot 150 miljoen jaar geleden, in het gebied van de huidige Verenigde Staten leefde.
De typesoort is Haplocanthus priscus.

## Vondst en naamgeving

### Haplocanthosaurus priscus
In november 1900 huurde John Bell Hatcher William H. Utterback in om de oude Marsh-Felch Quarry te heropenen, bij Garden Park nabij Cañon City in Colorado. De nu bejaarde Marshall Parker Felch zelf toonde Utterback de exacte locatie. De laatste begon op 4 november met uitgraven. Het bleek hem al snel waarom de opgravingen indertijd gestopt waren: de groeve lag op een zeer steile helling en de fossielhoudende zandsteen liep daar horizontaal in zodat een harde toplaag van negen meter dikte met buskruit opgeblazen, met de hand verder losgehakt en met een kruiwagen afgevoerd moest worden. Tot februari 1901 deed Utterback dit alleen, vaak in bittere koude, daarna vond hij een knecht om hem te helpen. De slijtage van zijn werktuigen was zo groot dat hij een smidse installeerde in het van Felch gehuurde schuurtje dat zijn onderdak was, zodat hij ze op een aambeeld kon hersmeden. 

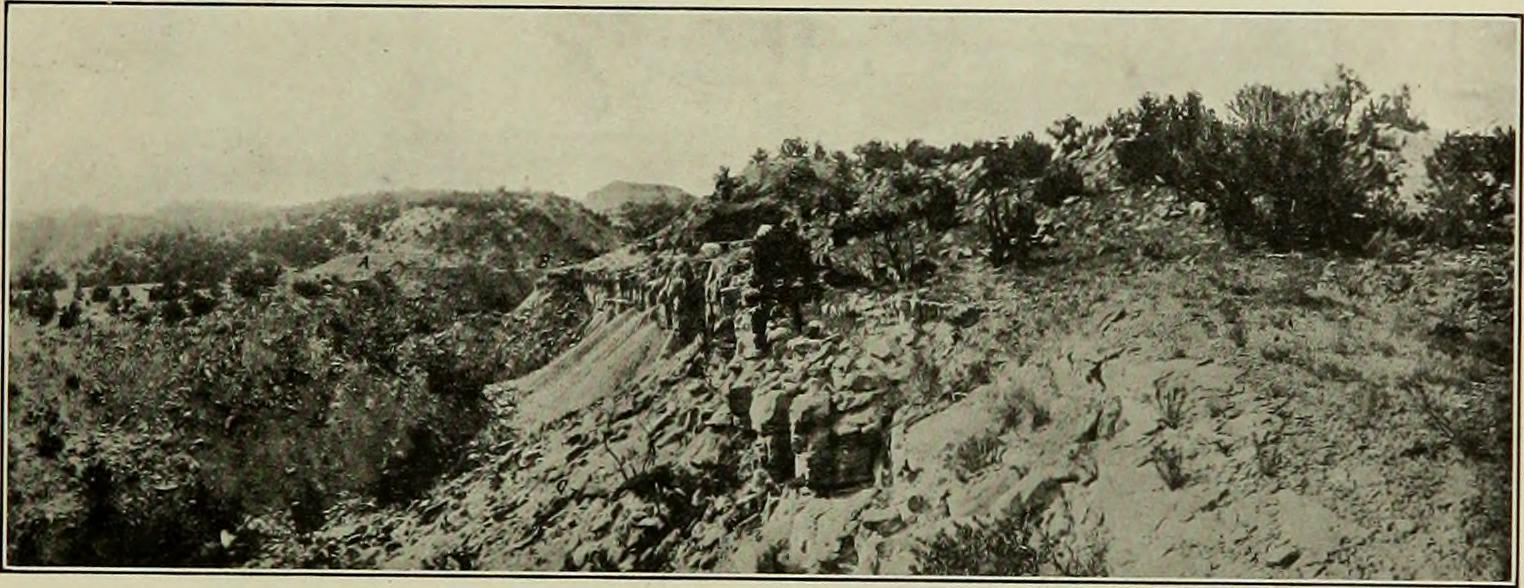
De vindplaats

In maart 1901 was met enorme inspanningen honderdvijftig vierkante meter van de zandsteenlaag blootgelegd, zo'n twintig meter breed en acht meter diep, een veelvoud van wat Othniel Charles Marsh in zeven jaar tijd had laten bewerken. Het immense karwei bleek echter de moeite waard te zijn geweest want verschillende gave skeletten waren zichtbaar geworden. Hatcher was zeer verblijd en toen hij een monografie over Diplodocus voltooid had, haastte hij zich in mei naar Colorado. Hatcher had gehoopt met houten wiggen de laag te kunnen breken zodat hij de brokken kon afvoeren, maar de scheuren liepen door de botten heen zodat het nodig was ieder element vóór verwijdering haast volledig te prepareren, een tijdrovende klus. Daarin werd hij op 21 mei ook nog eens gestoord door de directeur van het American Museum of Natural History, Henry Fairfield Osborn, die de Duitse paleontoloog Eberhard Fraas als gast had meegenomen. Osborn deed Hatcher bij deze gelegenheid het aanbod om van het Carnegie Museum naar het AMNH over te stappen, maar daar zou het uiteindelijk niet van komen. Onder de skeletten was dat van een sauropode. Het werd voorlopig als Skeleton A aangeduid en geïdentificeerd als een exemplaar van Morosaurus. Hatcher vertrok eind mei weer en Utterback had midden juni het skelet geborgen en in kratten verpakt voor verzending. Ondertussen was drie meter westelijk een tweede sauropode skelet opgedoken, Skeleton B. In oktober verpakte Utterback de laatste fossielen uit de groeve en verzond alle kratten op 23 december 1901.

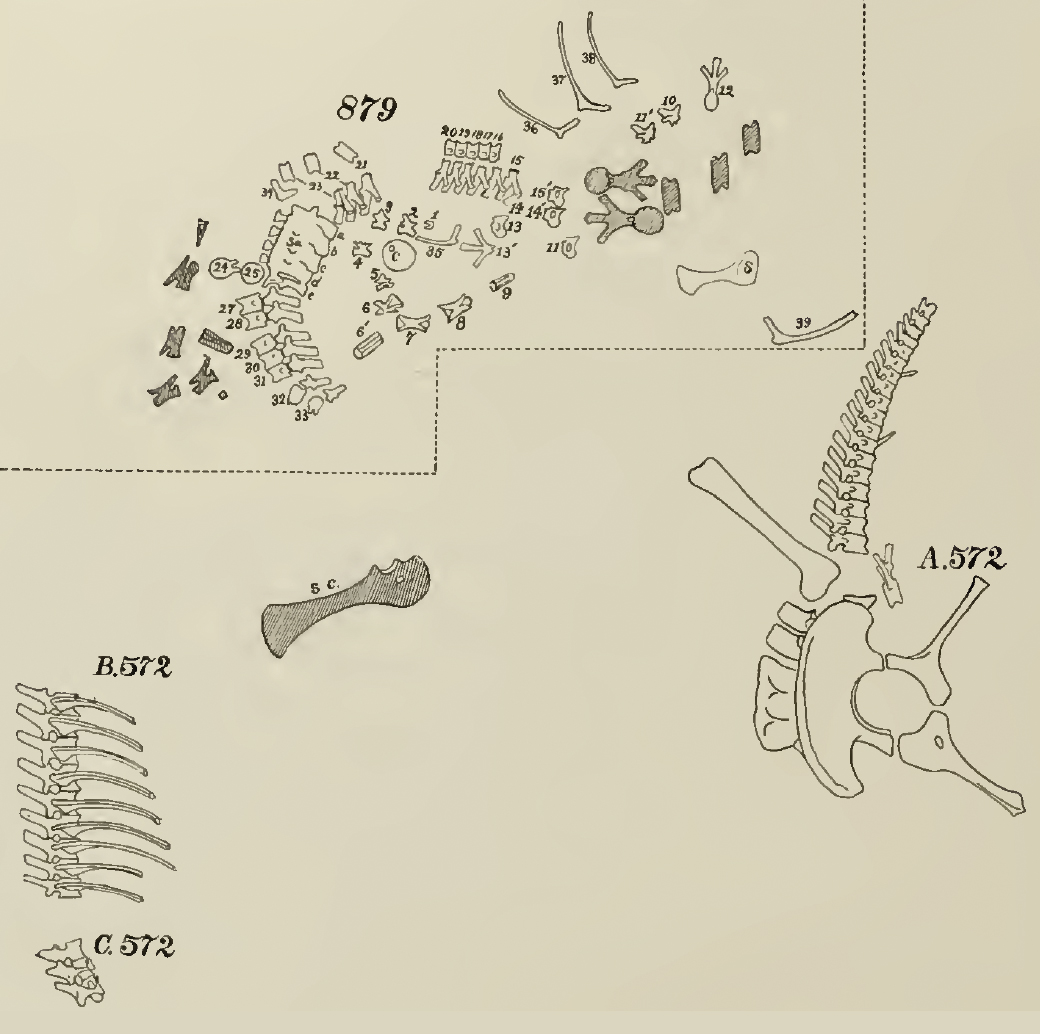
De positie van de twee door Utterback gevonden skeletten

In 1903 was Hatcher tot de conclusie gekomen dat de skeletten niet van Morosaurus waren, maar een onbekend geslacht vertegenwoordigden. Dat jaar benoemde hij Skelet A, het genoholotype CM 572, als de typesoort Haplocanthus priscus. De geslachtsnaam is een combinatie van het Oudgrieks ἁπλοΐς, haplois, 'enkelvoudig', en ἄκανθα, akantha, 'doorn'. Het is een verwijzing naar de enkelvoudige doornuitsteeksels van de halswervels, die Hatcher sterk opvielen omdat hij zo intensief bezig geweest was met Diplodocus die gevorkte doornuitsteeksels bezit. De soortaanduiding priscus betekent 'oeroud' in het Latijn en verwijst naar Hatchers hypothese dat de laag een speciaal vroege datering had die Haplocanthus tot de oudste bekende sauropode zou maken. Tegenwoordig weten we dat dit niet waar is en de zandsteen deel uitmaakt van de Salt Wash-afzetting van de Morrisonformatie en dateert uit het Kimmeridgien-Tithonien. Het specimen bestaat uit een skelet zonder schedel en omvat twee halswervels, tien ruggenwervels, vijf sacrale wervels, de eerste negentien staartwervels, ribben, chevrons, het bekken en het linkerdijbeen. Het gaat om een volwassen individu.

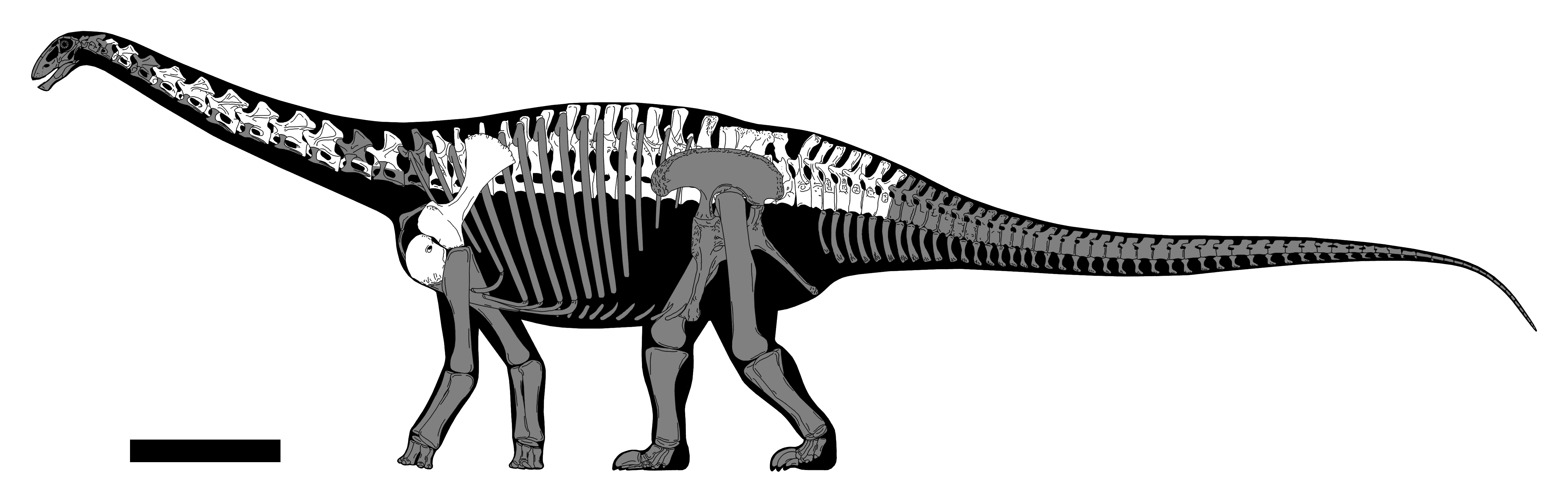
CM 879

Eind 1903 werd Hatcher er door C.R. Eastman op gewezen dat een haai Haplacanthus heette (Haplacanthus, Agassiz 1845) en hernoemde zijn sauropode daarom tot Haplocanthosaurus teneinde homonymie te vermijden. Men meende toen dat het al fataal was als de namen hetzelfde klonken. Later drong het besef door dat alleen de strikte geschreven spelling bepalend was. Eigenlijk zou Haplocanthus daarmee de geldige naam zijn, maar omdat iedereen aan Haplocanthosaurus gewend was geraakt, dienden Spencer Lucas en Adrian Hunt in 1989 een petitie in bij de ICZN om deze laatste naam tot de geldige te maken. Inderdaad werd in 1991 door de ICZN bepaald dat Haplocanthosaurus als een nomen conservandum voortaan de juiste zou zijn. In een derde artikel uit 1903 werd een tweede soort benoemd op basis van Skelet B, holotype CM 879: Haplocanthosaurus utterbacki, waarvan de soortaanduiding Utterback eert. Dit specimen is eveneens een skelet zonder schedel en omvat tien halswervels, dertien ruggenwervels, vijf sacrale wervels, de eerste zeven staartwervels, het linkerschouderblad en het rechterravenbeksbeen. Het betreft een onvolgroeid dier. In dit artikel werden de skeletten ook in detail beschreven. Hatcher wees ook wat botten toe die in 1899 bij de Sheep Creek, in Albany County, Wyoming waren gevonden. Het betreft de specimina CM 33995: een linker scapulacoracoïde; CM 2043: een rechteronderbeen zonder voet; en CM 2046: een linkeronderbeen zonder voet. Ook specimen CM 36034, een middelste staartwervel gevonden bij de Powder River, in Johnston County, Wyoming, werd toegewezen. Sinds 1990 wordt algemeen aangenomen dat H. utterbacki slechts een jonger synoniem is van H. priscus.
In 1988 bleek dat Felch zelf de eerste resten va Haplocanthosaurus had gevonden, de zitbeenderen USNM V 4275. Die werden inderrtijd per abuis aan Diplodocus toegewezen.

### Haplocanthosaurus delfsi

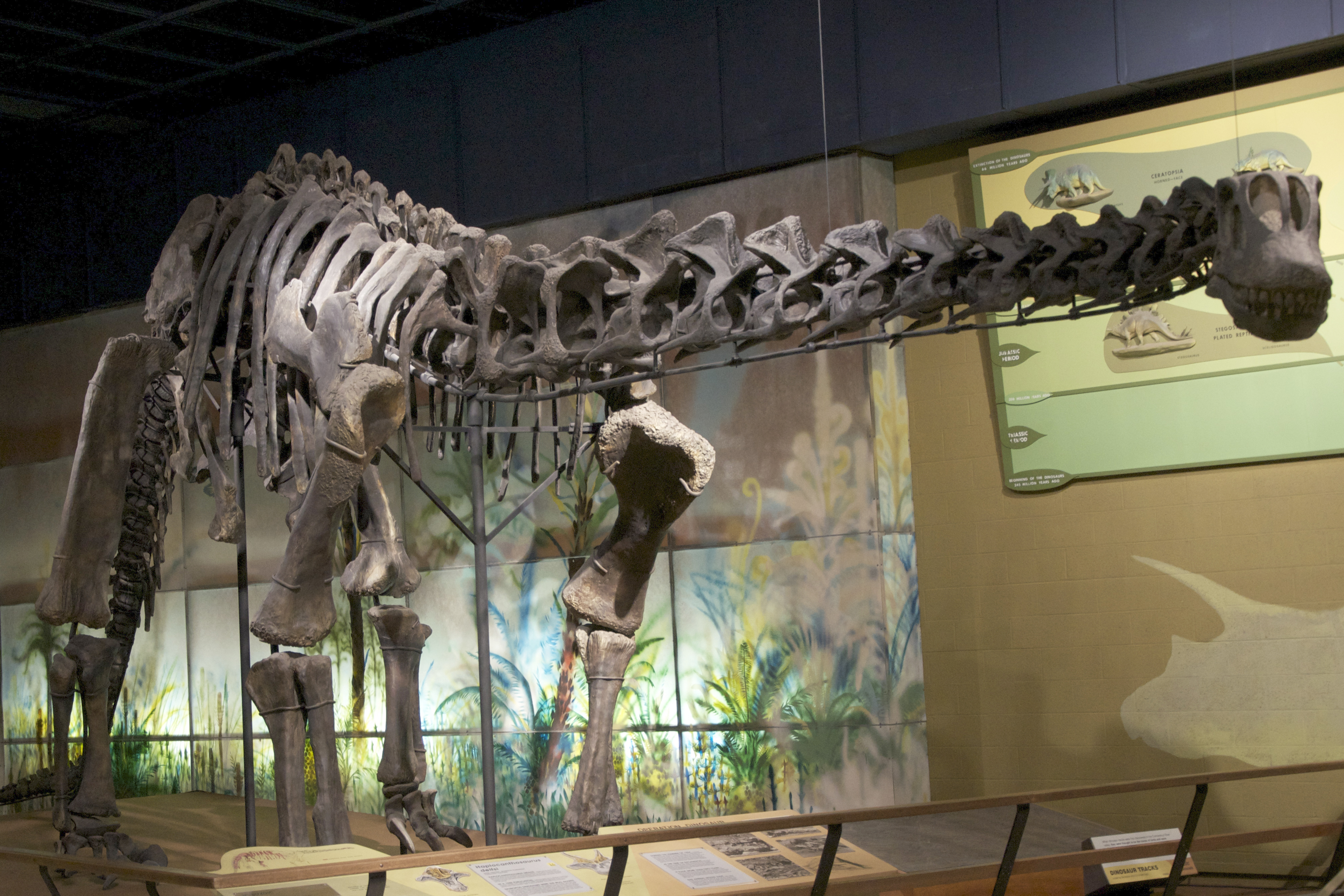
"Happy" in Cleveland, het holotype van H. delfsi

In juni 1954 zond het Cleveland Museum of Natural History een team studenten uit naar Colorado om fossielen te zoeken, een uitzondering in de jaren vijftig. Men had een aansprekend skelet nodig voor een nieuwe opstelling. Edwin R. Delfs, een zoölogiestudent van Yale University, gaf leiding aan de scholieren van de middelbare school Wesley Williams, William West en Richard Jones. Ze kregen een tip van geologiestudent Carl Sanderson die in de Red Canyon nabij Canyon City de achterkant van een vierde halswervel had gevonden. Ze vonden de locatie in een rotswand die oprees uit de Four Mile Creek, vlak boven het rivierwater. Bang dat uraniumzoekers de beenderen zouden uitgraven, liet Delfs speciaal een claim registreren. Omdat ze niet de uitrusting of expertise hadden om de hoge toplaag te verwijderen besloten de studenten de fossielhoudende laag van bezijden uit te graven, een lage horizontale mijnschacht scheppend die ze met balken stutten, een levensgevaarlijke operatie. In de laag bleek een vrij compleet en in verband liggend skelet aanwezig te zijn waarvan ze, geplaagd door zwermen muggen, de delen in gips verpakten en via een houten vlot over de rivier wegvoerden. Regelmatig moest het opgravingswerk onderbroken worden wegens plotse overstromingen na een onweer, die soms ingepakte botten wegspoelden. In 1955 en 1957 werden de opgravingen voortgezet maar nu gebruikte Delfs de wat veiligere methode om de toplaag op te blazen en die door boer Joe Rhode met een bulldozer te laten verwijderen. Uiteindelijk werd het skelet door het AMNH geprepareerd, herkend als een exemplaar van Haplocanthosaurus en in Cleveland in een liggende positie tentoongesteld, op de linkerzij zoals gevonden. Delfs vulde de ontbrekende schedel aan met een model. In 1963 werd het in een staande positie neergezet in de Kirtland Hall of Prehistoric Life en kreeg de bijnaam 'Happy'. Het is het enige tentoongestelde Haplocanthosaurus-skelet.
In 1998 werd het exemplaar door John Stanton McIntosh en Michael E. Williams benoemd als een derde soort: Haplocanthosaurus delfsi. De soortaanduiding eert Delfs als ontdekker. Het holotype, CMNH 10380, stamt uit een wellicht iets oudere laag van de Salt Wash Member. Het bestaat uit een gedeeltelijk skelet zonder schedel. Bewaard zijn gebleven: de eerste tot en met vierde halswervel, de negen achterste ruggenwervels, vijf sacrale wervels, de eerste veertien staartwervels, chevrons, linkerribben, het linkerschouderblad, een mogelijk stuk ravenbeksbeen, het rechterborstbeen, de bovenkanten van de linkerellepijp en het linkerspaakbeen, de linkerhelft van het bekken, het rechterdarmbeen en het linkerdijbeen. Het betreft een volwassen exemplaar, anderhalfmaal langer dan het genoholotype.

### Haplocanthosaurussp.

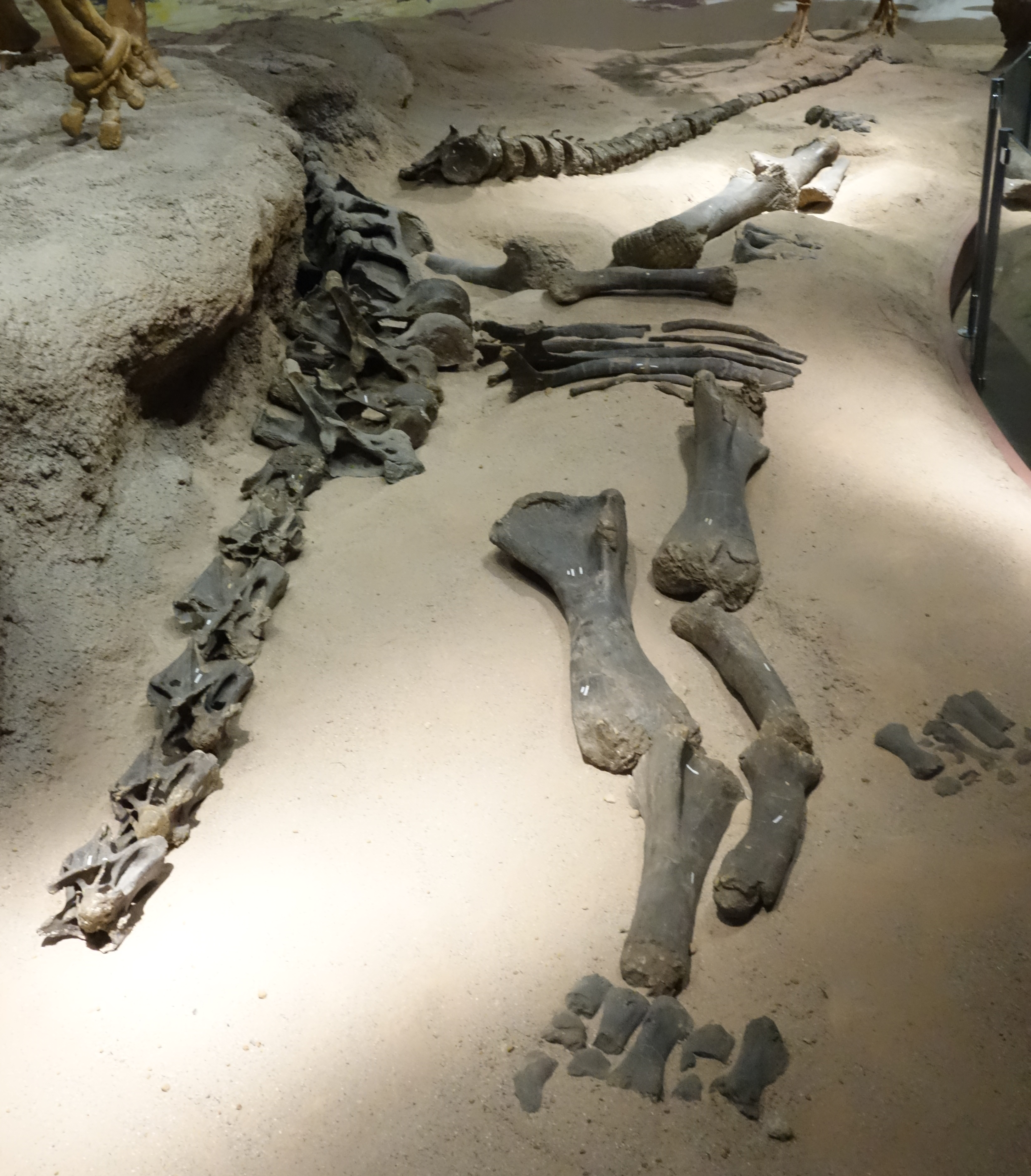
FHPR 1106

In 1999 werd in de Williams Slow Eagle Quarry van Utah, bij Vernal ten westen van het Dinosaur National Monument een volgende exemplaar opgegraven, specimen FHPR 1106, het meest complete tot nu toe. Het mist slechts de schedel en wat wervels. Het werd in 2000 gemeld. De ontdekkers echter meenden dat het niet met zekerheid aan een van beide reeds benoemde Haplocanthosaurus-soorten valt toe te wijzen en misschien niet eens aan het geslacht zodat het slechts een onbepaald lid is van een Haplocanthosauridae. Soms wijst men het toe aan een Haplocanthosaurus sp.
Ook twijfel bestond er over de toewijzing van drie botten die John Foster aantrof in de collectie van het Dinosaur National Monument. Specimina DINO 3017: een staartwervel, DINO 4771: een linkerschouderblad van een jong dier, en DINO 13742: een dijbeen, wees hij in 2003 onder voorbehoud toe aan ?Haplocanthosaurus.
Hetzelfde lot viel exemplaren ten deel die tussen 1976 en 1990 bij de Poison Creek in Wyoming waren opgegraven door Bruce Erickson en door hem in 2014 werden vermeld. Specimen SMM P90.37.10 bestaat uit een linkeronderbeen inclusief voet. Specimen SMM P84.15.4 is een staart van ruim vijfentwintig wervels. Beide werden door hem toegewezen aan ?Haplocanthosaurus.
Uit Wyoming was al in 1981 door J.S. McIntosh een middelste staartwervel gemeld, specimen CM 36034 gevonden in de Red Fork Powder River Quarry B, die aan een ?Haplocanthosaurus was toegewezen.
In 2013 meldde Foster een exemplaar dat student Michael Gorden gevonden had op het land van zijn grootvader. Het commerciële Triebold Paleontology had de vindplaats bekeken, geconcludeerd dat het een sauropode betrof, maar gesteld dat men geen verdere interesse had. Daarop waarschuwden zijn ouders Jessica and Bennett Bramson het Museum of Western Colorado dat in juni 2009 de vindplaats inspecteerde en van juli tot en met september het skelet opgroef. Opvolgende opgravingen vonden plaats tot in 2013. In 2014 werd het exemplaar, specimen MWC 8028, beschreven.
In 2024 werden zes specimina toegewezen uit de Dry Mesa Dinosaur Quarry: BYU 17531: een reeks van drie ruggenwervels; BYU 9194, BYU 11506, BHYU 17530 en BYU 17689: vier losse ruggenwervels; en BYU 12865: een rechterscheenbeen. Ze zouden samen van één individu afkomstig zijn, het jongst bekende voorkomen van Haplocanthosaurus.

## Beschrijving

### Grootte en onderscheidende kenmerken
In 2010 schatte Gregory S. Paul Haplocanthosaurus delfsi op zestien meter bij een gewicht van dertien ton; in 1998 was hij nog lager uitgekomen op veertien tot vijftien meter bij 12,7 ton. 'Happy' is langer, ruim twintig meter, maar is gerestaureerd met een lange staart als een diplodocide. Foster, hier geen rekening mee houdend, schatte in 2007 de lengte op eenentwintig meter en het gewicht op eenentwintig ton. Haplocanthosaurus priscus werd door Paul in 2010 geschat op twaalf meter bij een gewicht van vijf ton. Mazetta, een plasticinemodel gebruikend, gaf in 2004 een lengte van 14,8 meter bij een gewicht van 12,8 ton. Foster schatte in 2007 het gewicht van het genoholtype op 10,5 ton, van Skeleton B op zeven ton. Haplocanthosaurus sp. schatte Paul op tien à elf meter. Seebacher berekende in 2001 met behulp van een polynomiale tekening het gewicht op 14528 kilogram bij een lengte van veertien meter, Foster in 2007 op tien ton.
Verschillende autapomorfieën zijn geopperd. Er zijn dertien ruggenwervels. De wervelbogen van de rug hebben langwerpige richels tussen het wervellichaam en de achterste gewrichtsuitsteeksels. De zijuitsteeksels van de ruggenwervels steken omhoog onder een hoek van 45° en bereiken in hoogte de top van de doornuitsteeksels. Op het schouderblad is de processus acromialis smal. Het blad van het schouderblad is aan het bovenste uiteinde naar boven en onderen verbreed. De richel op de voorzijde van  de doornuitsteeksels van de rug is een samenvloeiing van de richels tussen het doornuitsteeksel en de voorste gewrichtsuitsteeksel. De nekribben zijn korter dan hun wervellichamen. Het sprongbeen heeft een facet voor het kuitbeen dat schuin naar achteren en buiten gericht is.

### Skelet

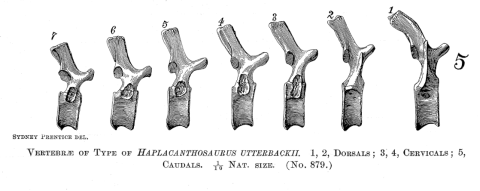
Wervels uit verschillende posities in de wervelkolom

De nek is relatief kort. Bij de halswervels zijn de doornuitsteeksels niet gevorkt. Hun toppen worden bedekt door verruwing voor de aanhechting van een centrale pees die de nek kon heffen. De wervelbogen in de nek zijn hoog. De richels naar de diapofysen zijn niet sterk verticaal verbreed. Bij de voorste halswervels zijn de voorste gewrichtsuitsteeksels schuin naar voren gericht; naar achteren in de nek staan ze meer omhoog. De voorste gewrichtsuitsteeksels zijn bij de middelste en achterste halswervels verbonden door een richel die weer door een verticale richel gescheiden wordt van het ruggenmergkanaal. De middelste en achterste halswervels hebben een lamina centropostzygapophysealis, wellicht als aanhechting voor pezen die de nek stabiliseerden. De lamina postzygadiapophysealis steekt ver naar boven uit. De nekribben hangen niet sterk af, een gevolg van de horizontale gerichtheid van de parapofysen, de voorste ribfacetten.

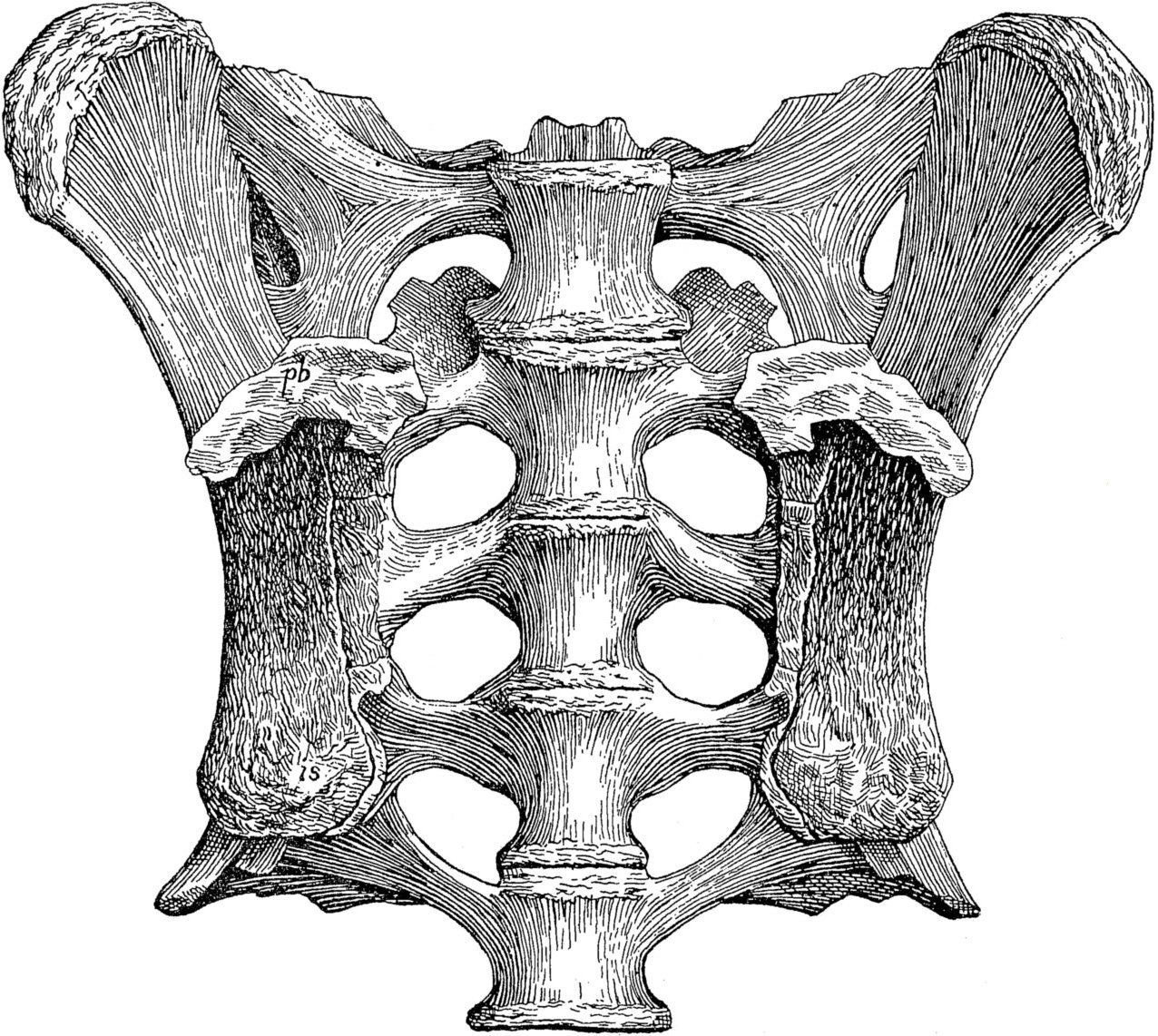
Heiligbeen met bekken, van onderen bezien

Er zijn vermoedelijk dertien of veertien ruggenwervels. Hun wervellichamen zijn matig lang. Ze nemen tot de negende wervel in grootte toe en worden dan wat kleiner zodat het hoogste punt midden op de rug ligt en niet boven de heupen, een opvallend kenmerk van de soort. Hun doornuitsteeksels nemen naar achteren in lengte toe. De zijuitsteeksels staan bij de meer achterste wervels schuin omhoog en staan zeer hoog op de wervelboog, een uniek kenmerk. Hun onderzijden missen voorste richels in de lengterichting. De wervelbogen zijn zelf zeer hoog, met een extreem hoog en in dwarsdoorsnede V-vormig ruggenmergkanaal met de punt naar boven gericht. De doornuitsteeksels hebben kleine driehoekige zijwaartse vleugels en verder de gebruikelijke lamina spinodiapophysealis. In achteraanzicht zijn de doornuitsteeksels afgerond. Hun bovenvlakken zijn breed verruwd voor peesaanhechting. De ruggenwervels hebben een onderste luchtkamer in het wervellichaam. De parapofysen zijn vrij kort, staan sterk schuin omhoog en hebben ruwe knuppelvormige uiteinden. Hun facetten hebben de vorm van staande ovalen. Onder de parapofysen is het richelsysteem slecht ontwikkeld. De rug heeft een hyposfeen-hypanthrum-complex van secundaire gewrichtsuitsteeksels. Van de hyposfeen uit welven zeer lange richels tussen de achterste gewrichtsuitsteeksels en het wervellichaam. De achterste gewrichtsuitsteeksels worden zelf weer verbonden door een lange richel. De onderzijden vormen een zwakke kiel.

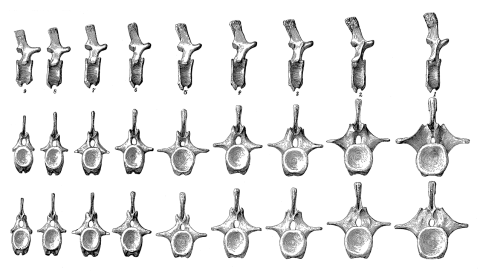
Staartwervels

Het heiligbeen telt vijf sacrale wervels. De doornuitsteeksels van de eerste, tweede en derde sacrale wervel zijn met elkaar vergroeid. Ze steken boven de rand van het darmbeen uit zoals bij de meeste Neosauropoda. Hun lengte is echter uitzonderlijk: ze zijn even hoog als de rest van de wervelboog en het wervellichaam samen, wat alleen, zij het sterk, overtroffen wordt door sommige Diplodocidae. Hun wervellichamen hebben uithollingen op de zijkanten die echter wellicht geen echte pleurocoelen zijn, verbonden met de interne luchtholten.
In 2021 werd gemeld dat specimen MWC 8028 een unieke verbreding van het ruggenmergkanaal in de staartbasis bezit. Per wervel is dat kanaal bollend naar onderen verbreed. De wervels van de staartbasis zijn kort en sterk amficoel: aan beide zijden uitgehold. De uithollingen laten maar een beperkt middenstuk in zijaanzicht over. De grote holten zouden gevuld kunnen zijn met tussenwervelschijven die de staart een grote beweeglijkheid zouden hebben verschaft. De voorste en middelste staartwervels hebben een smalle lengtegroeve op de onderkant.
De uiteinden van het schouderblad zijn sterk verbreed. Het borstbeen van H. delfsi is vrij smal en langgerekt.
Het darmbeen bolt hoog naar boven uit. De haak van het voorblad is aan de voorrand verruwd. De haak loopt geleidelijk in het voorblad over, zonder insnoering. Het heupgewricht is relatief breed. Het schaambeen is ongeveer even lang als het zitbeen, wat uitzonderlijk is voor sauropoden. Meestal is het schaambeen korter. De voorste punt van de 'voet' is niet zeer groot. Het raakvlak met het zitbeen heeft minder dan een derde van de lengte van de schacht.

## Fylogenie
Hatcher plaatste Haplocanthosaurus in 1903 in de Morosauridae. Later dacht men ook wel aan de Cetiosauridae. José Fernando Bonaparte vond in 1999 dat Haplocanthosaurus genoeg verschilde van andere sauropoden om hem in zijn eigen familie te plaatsen, de Haplocanthosauridae. Wetenschappers zijn het er nog altijd niet over eens waar Haplocanthosaurus nu geplaatst moet worden binnen de Sauropoda. Onderstaand cladogram toont enkele mogelijkheden:
|  | Haplocanthosaurus? |
|  |                    |
|  | Camarasauromorpha  |
|  |                    |

|                 | Rebbachisauridae                                                 |
|                 |                                                                  |
| Flagellicaudata | \| \| Dicraeosauridae \| \| \| \| \| \| Diplodocidae \| \| \| \| |
|                 | \| \| Dicraeosauridae \| \| \| \| \| \| Diplodocidae \| \| \| \| |
|                 | Dicraeosauridae                                                  |
|                 |                                                                  |
|                 | Diplodocidae                                                     |
|                 |                                                                  |

|  | Dicraeosauridae |
|  |                 |
|  | Diplodocidae    |
|  |                 |

|                 | Rebbachisauridae                                                 |
|                 |                                                                  |
| Flagellicaudata | \| \| Dicraeosauridae \| \| \| \| \| \| Diplodocidae \| \| \| \| |
|                 | \| \| Dicraeosauridae \| \| \| \| \| \| Diplodocidae \| \| \| \| |
|                 | Dicraeosauridae                                                  |
|                 |                                                                  |
|                 | Diplodocidae                                                     |
|                 |                                                                  |

|  | Dicraeosauridae |
|  |                 |
|  | Diplodocidae    |
|  |                 |

|  | Haplocanthosaurus? |
|  |                    |
|  | Camarasauromorpha  |
|  |                    |

|                 | Rebbachisauridae                                                 |
|                 |                                                                  |
| Flagellicaudata | \| \| Dicraeosauridae \| \| \| \| \| \| Diplodocidae \| \| \| \| |
|                 | \| \| Dicraeosauridae \| \| \| \| \| \| Diplodocidae \| \| \| \| |
|                 | Dicraeosauridae                                                  |
|                 |                                                                  |
|                 | Diplodocidae                                                     |
|                 |                                                                  |

|  | Dicraeosauridae |
|  |                 |
|  | Diplodocidae    |
|  |                 |

|                 | Rebbachisauridae                                                 |
|                 |                                                                  |
| Flagellicaudata | \| \| Dicraeosauridae \| \| \| \| \| \| Diplodocidae \| \| \| \| |
|                 | \| \| Dicraeosauridae \| \| \| \| \| \| Diplodocidae \| \| \| \| |
|                 | Dicraeosauridae                                                  |
|                 |                                                                  |
|                 | Diplodocidae                                                     |
|                 |                                                                  |

|  | Dicraeosauridae |
|  |                 |
|  | Diplodocidae    |
|  |                 |

|  | Haplocanthosaurus? |
|  |                    |
|  | Camarasauromorpha  |
|  |                    |

|                 | Rebbachisauridae                                                 |
|                 |                                                                  |
| Flagellicaudata | \| \| Dicraeosauridae \| \| \| \| \| \| Diplodocidae \| \| \| \| |
|                 | \| \| Dicraeosauridae \| \| \| \| \| \| Diplodocidae \| \| \| \| |
|                 | Dicraeosauridae                                                  |
|                 |                                                                  |
|                 | Diplodocidae                                                     |
|                 |                                                                  |

|  | Dicraeosauridae |
|  |                 |
|  | Diplodocidae    |
|  |                 |

|                 | Rebbachisauridae                                                 |
|                 |                                                                  |
| Flagellicaudata | \| \| Dicraeosauridae \| \| \| \| \| \| Diplodocidae \| \| \| \| |
|                 | \| \| Dicraeosauridae \| \| \| \| \| \| Diplodocidae \| \| \| \| |
|                 | Dicraeosauridae                                                  |
|                 |                                                                  |
|                 | Diplodocidae                                                     |
|                 |                                                                  |

|  | Dicraeosauridae |
|  |                 |
|  | Diplodocidae    |
|  |                 |

|  | Haplocanthosaurus? |
|  |                    |
|  | Camarasauromorpha  |
|  |                    |

|                 | Rebbachisauridae                                                 |
|                 |                                                                  |
| Flagellicaudata | \| \| Dicraeosauridae \| \| \| \| \| \| Diplodocidae \| \| \| \| |
|                 | \| \| Dicraeosauridae \| \| \| \| \| \| Diplodocidae \| \| \| \| |
|                 | Dicraeosauridae                                                  |
|                 |                                                                  |
|                 | Diplodocidae                                                     |
|                 |                                                                  |

|  | Dicraeosauridae |
|  |                 |
|  | Diplodocidae    |
|  |                 |

|                 | Rebbachisauridae                                                 |
|                 |                                                                  |
| Flagellicaudata | \| \| Dicraeosauridae \| \| \| \| \| \| Diplodocidae \| \| \| \| |
|                 | \| \| Dicraeosauridae \| \| \| \| \| \| Diplodocidae \| \| \| \| |
|                 | Dicraeosauridae                                                  |
|                 |                                                                  |
|                 | Diplodocidae                                                     |
|                 |                                                                  |

|  | Dicraeosauridae |
|  |                 |
|  | Diplodocidae    |
|  |                 |

## Levenswijze
De korte nek wijst erop dat wat lagere plantenlagen werden gegeten. Het ontbreken van beenderlagen is een aanwijzing dat het dier niet in kudden leefde en wellicht slechts een beperkt deel uitmaakte van de fauna.